# ريبيكا ارين
ريبيكا ارين (بالإنجليزية: Rebecca Warren)‏ هي رسامة بريطانية، ولدت في 1965 في لندن في المملكة المتحدة.